# Kitirima Kingachi
Kitirima Kingachi è una circoscrizione rurale (rural ward) della Tanzania situata nel distretto di Rombo, regione del Kilimangiaro. Conta una popolazione di 18 420 abitanti (censimento 2012).